# Prospect (revista)
A revista Prospect é uma revista mensal britânica de interesses gerais, especializada em política e sobre a atualidade. Ela foi fundada por David Goodhart em outubro de 1995. Entre os tópicos incluídos estão aqueles sobre política da Inglaterra, política dos Estados Unidos, Européia e assuntos sobre a sociedade em geral, artes, literatura, cinema, ciências, os meios de comunicação, história, filosofia e psicologia. Ela apresenta uma série de artigos em forma de ensaio, reportagens em primeira pessoa, colunas mais longas, e artigos mais curtos mas com peculiaridades. Em 2006, a BBC descreveu a revista como de "centro-esquerda".